# 外山恒一
外山 恒一（とやま こういち、1970年〈昭和45年〉7月26日 - ）は、日本の政治活動家、文筆家、ストリートミュージシャン、ファシスト。政治結社・ファシスト党・我々団臨時総統。

## 来歴

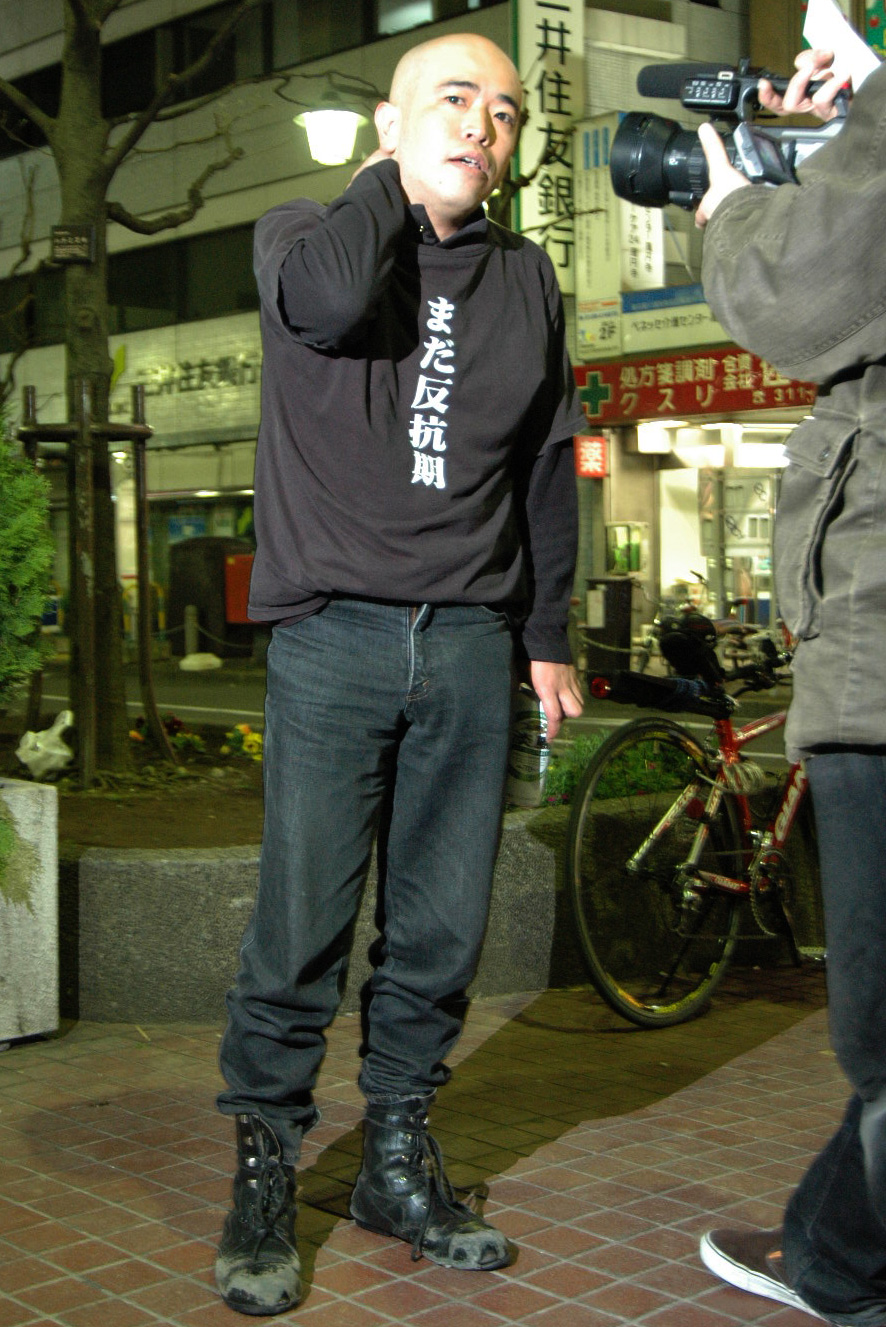
2007年東京都知事選挙時の外山、高円寺駅前広場にて撮影

1970年（昭和45年）7月26日、鹿児島県姶良郡隼人町生まれ。福岡県大野城市育ち。父は元自衛官。生まれた時すでに学生運動は衰退に向かっていた。1983年、大野城市立大城小学校卒業（大野城市立大野東小学校から転校）。1986年、西南学院中学校卒業。西南学院中の同級生に政治学者の施光恒がいる。
福岡県立福岡中央高等学校に落第し、二次募集で新設校の中村学園三陽高等学校に入学するが、校風に反感を覚える。高校入学直後より「反管理教育」の活動家というスタンスで管理教育への抵抗運動を始め、左翼運動を左翼の立場から激烈に批判するようになる。同年8月、鹿児島県立加治木高等学校編入。1987年8月、福岡県立筑紫丘高等学校編入。1990年8月、久留米市立南筑高等学校入学。四つの高校を転々とするも、いずれも中退した。本人の著書によれば、その後大学入学資格検定に合格したものの大学に入学することはなかった。
九州で最初のストリートミュージシャンとなるなど、初期から現在に至るまで、主として九州を拠点に、政治的あるいは芸術的運動を続けている。以下は代表的な活動である。
10代の頃より書籍の執筆を行い、20代を若き極左活動家として過ごした。
1990年代には「新・寺山修司展　テラヤマ、ワールド」会場（1993年、西武池袋百貨店にて開催）など各地でビラ撒きをした。
1990年代前半にはポリティカル・コレクトネスに傾倒する左翼たちに違和感を感じ、反ポリコレの「異端的極左」を称し、1995年（平成7年）にはオウム真理教をバッシングする世間への反感から失語症になり、「人民は敵」との発想に至った。
1990年代末には読売新聞九州版にコラム連載、福岡版だめ連結成などを行うが、関わっていた「ラジカル九州」で内紛が発生、2001年（平成13年）に傷害罪で起訴され（後述）、福岡刑務所で2年間服役。獄中で、それまでの極左運動とは決別しイタリア風ファシズムに転向、ファシストを自称する。
2004年（平成16年）5月5日に出獄した後は、獄中で構想したファシスト政党「我々団」の建設を活動の主軸におきながら、現在に至る。
福岡市の飲食店「BARラジカル」の設立に関わり、1年ほど店長を務める。外山が退職した後、将棋BARとして営業する。
2007年東京都知事選挙に、無所属として立候補。政見放送の冒頭にて「反管理教育運動を出発点に、異端的極左活動家となり、今時政治犯として2年投獄され、現在に至る。反体制知識人」と過去の経歴を紹介し、日本国政府の転覆を主張する過激な政見放送が話題を呼び、動画共有サイト・YouTubeなどで注目を集めた。
2008年、アメリカの「51番目の州」であるため日本人にも立候補権があるとし、アメリカ合衆国大統領選挙への「立候補」を宣言。この時YouTubeに投稿した演説と称する動画内において、アメリカ主導のグローバリズムを皮肉った。
2012年（平成24年）の衆議院議員総選挙（第46回衆議院議員総選挙）で、原子力発電推進派候補の選挙カーを追いかけながら「あの候補は原発推進派です」などと宣伝して、周知を図る落選運動を行う。同年夏には劇団どくんごの全国ツアーに連動し、外山自身も全国ツアーを敢行。２ヶ月間ほどかけて日本各地を回った。
2012年12月、自民党が圧勝した衆院選のときに九州各地の原発推進候補をショパンの「葬送行進曲」を大音量で流しながら追い回し、「原発を選挙戦の争点にしましょう」、「前を走っている人は原発推進派です」と告知していくという「原発推進派懲罰遠征」を行った。
その後、右翼青年から「右翼の世界には“ほめ殺し”という手法もあって、それも違法じゃないんですよ」と聞いたことで、ほめ殺しへ戦略を転換。翌年の第23回参議院議員通常選挙で、「選挙戦の期間限定で原発推進派に転向する」と宣言し、「自民党ほめご……いや大絶賛キャンペーン」と称して、原発推進候補への「ほめごろし」を新潟、仙台、札幌などで行った。2014年に、2014年東京都知事選挙が始まると、毎日一般参加者を募り、舛添要一や田母神俊雄に対して、ほめ殺しの体験学習会を開いた。
2014年から、不定期に自宅で「教養強化合宿」と称する学生向けの左翼運動史に関する勉強会を開催している。2014年東京都知事選挙においては原子力発電所推進派候補へのほめ殺し街頭宣伝など、選挙に介入したパフォーマンスを行った。また「現代美術懲罰遠征」として「『美術手帖』と『ユリイカ』は前衛芸術家外山恒一を特集せよ」という街宣を実施した。
2019年、あいちトリエンナーレに絡んだ「自称室伏良平容疑者」逮捕騒動を通じて「不自由展」推進派・反対派を茶化す運動を実施。福岡韓国領事館前にベトナム反戦像を設置した。外山は「不自由展」騒動について、反体制芸術に激怒するのはバカの現れとしつつも、一方で河村たかしの座り込みを評価している。また官製芸術展に批判的であり、「官製芸術展では、大多数のアホ国民が喜ぶような、毒にも薬にもならんようなことだけやってればいい」としている。
COVID-19に関しては、「コロナはちょい悪ウィルス」であって過度に恐れる必要はなく、老人だけが家に引きこもってればいいと主張。反マスク・反自粛闘争を実施しており、ワクチンの接種に関しても反対の立場を示し、自身も接種していない。本人のTwitterの投稿によれば、2020年は「一度たりともマスクなど着け」ず、COVID-19には流行の「かなり早い時期」に感染したものの、「強制入院とかイヤなので10日間ぐらいひたすら横になって自然治癒させた」（PCR検査の結果罹患が判明したのか、自己診断かは不明）という。

## 思想
普通の右翼とは少し違うが、右か左かと言われれば自分は右であり、右翼と左翼それぞれの「いいとこ」、あるいは一般に受け入れられにくいところばかりを取り入れているという。極右・極左どちらとも交友関係は広いものの、ネット右翼やリベラル派は敵視している。行動派であっても2010年代中盤のSEALDsやC.R.A.Cといった運動については批判的であり、野間易通との間で論争になった。

### 原発・安保
反原発派であるが、日本の核武装には賛成という立場である。原子力発電所は本当は核武装化のポーズを対外的に維持することで核武装の準備をするために存在しているのであり、それ以外の「原子力の平和利用」などの理由は嘘であり屁理屈であると主張している。原発は2、3基程度に減らし、核開発に必要な原子炉は営利企業ではなく自衛隊のような国家機関が管理して採算を度外視した安全対策を講じなければならないとしている。地球温暖化論も原発推進派によるものとして批判している。
リベラル政治家の中では例外的に山本太郎を高く評価している。外山は山本を「もともと右寄りの人物」と見ており、そもそも天皇への素朴な信頼がなければ直訴なんてするわけがないと考えている。自身はかなり体育会系的なメンタリティの持ち主で基本的には保守的な人間であり、また山本を高く評価しているため、「山本が左傾したのが残念でならない。右派が反原発に冷たくしたせいで彼を左に追いやってしまった」と自著の中で右派を批判している。
憲法については9条だけは変えてもいいと考えている。だが、9条は軍隊が同時に存在している時点で事実上機能しておらず、仮に憲法を改正することになった場合ついでに右翼が国民の義務を増やしたり左翼がポリコレ要素を盛り込んだりすることが予想されるため、9条についても無理に変える必要はないとする。

### 外交
在特会をはじめとする「行動する保守」の活動については、中韓両国の若者の反日活動には自身も腹が立つため気持ちは理解できるとしているが、在特会らの行動は中国・韓国の「反日」運動と同レベルに成り下がっての「反中・反韓」でしかないと考えており批判的である。本来悪いのは現在の中韓ではなく欧米列強で次に悪いのが中華帝国であり、中華帝国が早く近代化して欧米列強に対抗する責任があったのに、日本が肩代わりさせられたのが間違いという歴史観を持っている。自虐史観を1968年的なものとして否定する一方、自尊史観も後進国的と否定している。
以上の理由より「中華主義者」を自称し、いずれ中華人民共和国がアジアの覇者になるのでその時に備えて日米同盟を破棄し、日本は中国に「朝貢」すべきだと主張している。中国の覇権主義に関しては、日本やベトナム、チベット、ウイグル等の少数派が互いに団結して、反西洋で中国の味方をしつつ、自らの要求（少数民族の権利等）を中国に飲ませれば良いとしている。

### 天皇
天皇制について、日本の歴史を物語化する装置としての観点から「あった方がいいが、なくてもいい」との立場を取る。
女系天皇に反対する。

### 文化
グローバル資本主義とポリコレ的監視社会に対抗するには伝統共同体の復興が必要と考え、強制的でない自発的な愛国心を古典教育などで育成することを目指している。現状の学校教育システムに対しては反管理教育運動出身だけあって否定的であり、自動車学校のような事務的な学校の在り方を主張している。
新左翼の失敗に由来するニヒリズムと政治を忌避するラジカリズムから生まれた「サブカルチャー」から、それらが失われ弛緩した形態が「サブカル」であると定義しており、「サブカル」嫌いを公言し、オタク文化からソウル・フラワー・ユニオンまでを嫌悪している。自身が1990年代にサブカル雑誌で取り上げられていたのは、中森明夫の勘違いの影響が大きかったと述べている。
偏差値エリートにも批判的であり、「日本の大学（とくに人文系）は全部Fラン、予算など全額廃止して良し」「我が『教養強化合宿』こそ日本の最高学府である」と主張している。日本社会についても「Fラン国家」「土人国家」「Fラン人民」「Fランマスコミ」等の用語を多用している。またそのような国家は安倍晋三が首相であることがふさわしいとして逆説的に支持し、小泉進次郎はもっと良いとしている。

## 選挙履歴
都道府県知事選挙
| 年           | 選挙           | 政党   | 得票   | 得票率 | 惜敗率 | 順位 | 供託金 | 肩書                       |
| ------------ | -------------- | ------ | ------ | ------ | ------ | ---- | ------ | -------------------------- |
| 2007年4月8日 | 東京都知事選挙 | 無所属 | 15,059 | 0.27%  | 0.54%  | 8/14 | 没収   | ストリート・ミュージシャン |

区市町村議会議員選挙
| 年             | 選挙                 | 選挙区     | 定数 | 政党   | 得票 | 得票率 | 惜敗率 | 順位  | 供託金 | 肩書 |
| -------------- | -------------------- | ---------- | ---- | ------ | ---- | ------ | ------ | ----- | ------ | ---- |
| 2005年11月27日 | 霧島市議会議員選挙   | 隼人選挙区 | 12   | 無所属 | 122  | 0.65%  | 12.63% | 16/16 | 没収   |      |
| 2007年4月22日  | 熊本市議会議員選挙   |            | 48   | 無所属 | 540  | 0.22%  | 17.23% | 61/62 | 没収   |      |
| 2008年4月13日  | 鹿児島市議会議員選挙 |            | 50   | 無所属 | 540  | 0.23%  | 18.54% | 58/58 | 没収   |      |

## 逮捕歴
2001年に傷害罪（当時交際していた女性と口論となり顔面を強く平手打ちし負傷させたため。外山本人はただの痴話喧嘩と主張）、2002年に名誉毀損罪（傷害事件の民事訴訟で女性側の弁護士事務所を中傷したため）で起訴されている。裁判においては、左派の弁護士にことごとく断られたうえに韓国の元従軍慰安婦を支援する福岡の市民グループなどが介入してきたため右派系の弁護士に弁護を依頼し、初公判で裁判官に職業を問われて「革命家です」と答え、裁判官を激怒させるパフォーマンスを繰り広げ、最終意見陳述では中島みゆきやブルーハーツの歌詞をメロディーつきで朗読して裁判官に制止された。2件とも実刑判決（それぞれ10か月、1年）を受けた。
2006年1月17日に、鹿児島市で一方通行の道を原動機付自転車で逆走するなどした際に、鹿児島県警察の出頭命令に従わなかったため、2007年6月に逮捕され、逮捕後も黙秘等を続けたため、道路交通法違反の罪で起訴された。検察から罰金1万5000円を求刑されたが、鹿児島地方裁判所は同年10月、前科2犯である上交通違反を繰り返しており遵法精神に欠けることを重視し、求刑の8倍に当たる罰金12万円の判決を言い渡した。外山は控訴し、2008年3月、福岡高等裁判所宮崎支部は罰金12万円とした1審・鹿児島地裁判決を「重すぎて不当」として破棄し、罰金3万円とした。

## 外山恒一賞
外山が設立した賞で、「主に反体制的な右翼運動、左翼運動、前衛芸術運動などの諸分野から、「いま最も注目すべき活動家（もしくはグループ）」を、外山恒一が独断で選んで一方的に授与する賞」であるとのこと。2011年5月に設立されて以降、年一回ずつ受賞者を発表している。
- 第一回（2011年）
  - 金友隆幸（行動する保守系団体・排害社代表）
- 第二回（2012年）
  - 亀井純太郎（前衛芸術家、劇団「第七インターチェンジ」の作・演出家）
- 第三回（2013年）
  - レイシストをしばき隊（行動する保守系団体に対してカウンター運動を行う団体対レイシスト行動集団の前身）
- 第四回（2014年）
  - 水永康貴（ミュージシャン、ロックBAR経営者）
- 第五回（2015年）[35]
  - 『サルママ』編集部（宮崎発のカルチャー誌）
  - ノミネート
    - 小倉北警察署突入闘争
    - 官邸ドローン事件実行犯
    - 菅野完の『日本会議の研究』
    - 「男たちの脱原発」デモ

- 第六回（2016年）[36]
  - たかゆき（ストリートミュージシャン）
  - ノミネート
    - 『メインストリーム』編集部
    - 素人の乱「アジア反戦大作戦」
    - YouTube動画「総統閣下が都構想の失敗でお怒りのようです」
    - たむろ荘
    - 熊本大学ワタミ粉砕闘争

- 第七回（2017年）[37]
  - オクムラユウスケ（ミュージシャン）
  - 吉田一郎（さいたま市議）
  - ノミネート
    - 針谷大輔
    - 桜井誠
    - ブラ陛下
    - スイス大使館

- 第八回（2018年）[38]
  - 受賞なし
  - ノミネート
    - 立命館大学淫夢同好会の禁煙スターリニズム粉砕闘争
    - 青林堂の英断
    - 前田斜め「AEOSO(イオソ)」
    - 山下陽光「“裏のおじいちゃん=頭山満”説」
    - 薙野信喜の福岡演劇シーン追及

- 第九回（2019年）[39]
  - 秘密
  - ノミネート
    - 批評集団「大失敗」
    - グリーンピースによる原発アタック
    - 園良太のRADWIMPS抗議行動
    - 京都大学の一連の闘争

- 第十回（2020年）[40]
  - なごやトリエンナーレ（あいちトリエンナーレではない）
  - ノミネート
    - 松山孝法の“反自粛”宣言
    - 杉田俊介＆藤田直哉『百田尚樹をぜんぶ読む』

- 第十一回（2021年）[41]
  - クラスターフェス（コロナウイルス流行に伴う自粛反対運動）
  - ノミネート
    - 「自称室伏良平容疑者」の賭け麻雀大会「黒川杯」・名古屋アメリカ領事館事件など
    - アメリカ連邦議会突入闘争
    - 清義明「Qアノンと日本発の匿名掲示板カルチャー」
    - 西日本新聞「自称革命家 外山恒一の闘い」
    - 兵庫県豊岡市民[29]

- 第十二回（2022年）[29]
  - 樋田毅著『彼は早稲田で死んだ』（川口大三郎事件と第三次早大闘争について詳述したノンフィクション）
  - ノミネート
    - 電車内で高校生の喫煙注意にキレて暴行、逮捕された男性
    - 菅原進の「うっせぇわ」
    - 沖縄の若者暴動
    - 『寝そべり主義者宣言』日本語版の発行と流布
    - ヤジポイ裁判の一審勝訴
    - 北尾修一「いじめ紀行を再読して考えたこと」
    - 『実話BUNKAタブー』編集部
    - 岸塚由将
    - 熊本市現代美術館の「段々降りてゆく」展・記録集
    - 與那覇潤
    - 神真都Q

- 第十三回（2023年）[42]
  - 人生葬送派（バンド）
  - ノミネート
    - 寺内進（博多ストーカー殺人）
    - 〝中指立てたピーポくん〟騒動
    - 『情況』〝キャンセル・カルチャー〟特集
    - 志位和夫（松竹伸幸・鈴木元除名騒動）
    - 白紙革命
    - 古谷経衡のれいわ新選組代表選出馬
    - 中川文人の〝量子共産主義〟
    - 藤原賢吾『人民の敵 外山恒一の半生』
    - 教養強化合宿〝死の23期〟
    - 東大モラル研究会
    - 〝はじめてのどくしょ〟レポート（ネット記事「本を読んだことがない32歳が初めて「走れメロス」を読む日」）

  - 選外
    - 動画「安倍元首相国葬　全国の国民による献花　一斉に喪に服す」
    - 『劇場版 ヤジと民主主義』

## 著書
- 『ぼくの高校退学宣言—グッバイ・ハイスクール』 徳間書店、1989年1月 ISBN 9784195538494
- 『ハイスクール「不良品」宣言—反管理教育中高生ネツトワーク・DPクラブの顛末』駒草出版、1990年6月 ISBN 9784906082346
- 『校門を閉めたのは教師か—神戸高塚高校校門圧殺事件』駒草出版、1990年11月 ISBN 490608236X
- 『注目すべき人物—1970年生まれの「同世代」批判』ジャパンマシニスト社、1992年11月 ISBN 9784880491028
- 『さよならブルーハーツ—パンク日記』JICC出版局、1993年4月 ISBN 4796606076
- 『ガキのきもちはわかるまい ブルセラ世代はどこに行く？』小田公美子、落合Q太郎、きむ・むい、寺澤有、深沢薫、藤井誠二、藤井良樹、町田直子との共著 風雅書房、1994年 ISBN 9784894240278
- 『見えない銃—外山恒一、孤軍奮闘の軌跡/だいたい全記録 』出版研、1995年12月（1990年代初頭までの、単行本未収録の論文やエッセイをまとめたもの)ISBN 4879690651
- 『ヒット曲を聴いてみた—すると社会が見えてきた』（共著）駒草出版 、1998年4月 ISBN 4906082467
- 『最低ですかーっ!—まったく新しい政治犯 外山恒一語録』不知火書房、2004年12月 ISBN 488345066X
- 『青いムーブメント―まったく新しい80年代史』彩流社、2008年5月 ISBN 9784779113369
- 『ポスト学生運動史―法大黒ヘル編 1985～1994』中川文人著（聞き手担当） 彩流社、2010年1月 ISBN 477911487X
- 『政府転覆 余は如何にして東京都知事候補となりし乎』上・下巻 わけあり堂、2011年（電子書籍）
- 『デルクイ01 反体制右翼マガジン』 彩流社、2011年2月 ISBN 4779115639
- 『デルクイ02 左右混淆反体制マガジン』 彩流社、2013年11月 ISBN 4779119375
- 『良いテロリストのための教科書』 青林堂、2017年9月 ISBN 4792606039
- 『全共闘以後』イースト・プレス、2018年8月 ISBN 4781617190 改訂版2018年12月
- 『政治活動入門』百万年書房、2021年3月 ISBN 978-4910053219
- 『対論 1968』笠井潔,絓秀実著、聞き手担当、集英社新書、2022年12月 ISBN 4087212440

## 出演
- エアレボリューション（ニコニコ生放送、2023年6月30日）